# (16161) 2000 AC68
A (16161) 2000 AC68 a Naprendszer kisbolygóövében található aszteroida. A LINEAR projekt keretében fedezték fel 2000. január 4-én.